# Dalton Ghetti
Dalton M. Ghetti (1961-) est un artiste brésilien, connu pour ses sculptures à base de mine de crayon.
Dalton, né à São Paulo (Brésil), vis aujourd'hui aux États-Unis depuis l'âge de 24 ans. Diplômé d'architecture, il travaille comme charpentier, utilisant la sculpture comme une méthode de méditation, un passe-temps.
Il a commencé par sculpter des objets de taille "normale" avant de se lancer, à 25 ans, le défi de créer la plus petite sculpture visible à l'œil nu.
Son intention était d'attirer l'attention sur les petites choses. Il a utilisé comme outils des lames de rasoirs, des aiguilles à coudre, ou encore des scalpels de modélismes.
Il a, par la suite, réalisé d'autres œuvres très diverses toujours sur des mines de crayons : Buste d'Elvis Presley, objets de la vie quotidienne... Il sculpte sans utiliser de loupes, simplement à l'aide d'un bon éclairage.

## Le mémorial du 11 septembre
Comme la plupart des personnes vivant en Amérique, Dalton Ghetti fut très touché par les attentats du 11 septembre 2001. Pour rendre hommage à la mémoire des 3000 victimes, il a décidé de réaliser une larme en graphite pour chacune des victimes. À raison de 300 larmes par an, cela lui prit 10 ans. Le résultat de ce minutieux travail, "3000 Tears", est exposé au New Britain Museum of American Art